# Antonio Muñoz Jiménez
Antonio Muñoz Jiménez (¿¿??, 10 de marzo de 1882 – Granada, 10 de enero de 1938) fue un militar español.

## Biografía
En julio de 1936 ostentaba el rango de coronel y estaba al mando del Regimiento de Artillería ligera n.º 4, de guarnición en Granada. Muñoz Jiménez formaba parte de la conspiración militar que pretendía sublevarse contra la República. Tras el estallido de la Guerra civil, estando al frente del parque de artillería, saboteó los intentos gubernamentales para organizar una columna que marchase sobre Córdoba, que se acababa de sublevar. El 20 de julio Muñoz Jiménez fue uno de los cabecillas de la sublevación militar en Granada, logrando hacerse con el control de la ciudad. Muñoz fue de hecho el que se llevó detenido al general Campins a la comandancia militar.
A comienzos de 1937, durante la Batalla de Málaga, estuvo al frente de la llamada columna «Granada» y tomó parte en la ocupación de Alhama de Granada y otras poblaciones cercanas. Posteriormente estuvo al mando de una agrupación de la 24.ª División franquista.
Falleció en Granada, el 10 de enero de 1938.